# Jona's Blues Band
Jona's Blues Band è un gruppo di musica blues formatosi a Roma nel 1985. I suoi componenti sono Luca Casagrande (chitarra), Gianni Franchi (basso elettrico e voce), Marco Corteggiani (armonica e voce), Ranieri De Luca (batteria).

## Storia
Negli anni '80 diventano la band fissa che accompagna il cantante afroamericano Harold Bradley, fondatore del Folkstudio. Con lui si esibiscono in molti concerti e festival italiani ed in programmi TV. Nel 1992 la band appare nel film diretto da Carlo Verdone Maledetto il giorno che ti ho incontrato dove esegue un brano da loro composto. Nel 1994 aprono al Pistoia Blues il concerto di John Mayall.
La band ha all'attivo due cd per l'etichetta Sifare Publishing. Il primo Back to life (2010) vede la partecipazione di importanti ospiti come il citato Harold Bradley, Herbie Goins, Rodolfo Maltese (Banco), Mario Insenga (Blue Stuff), Mario Donatone, Renzo Arbore (voce in Beale st. Blues), Carlo Verdone (batteria in Trouble e note di copertina). Partecipano inoltre alle colonne sonore dello stesso Verdone in Perdiamoci di vista e Posti in piedi in paradiso.
L'altro cd, Jona's meets Jones, realizzato nel 2015 per i 30 anni della band vede la collaborazione del bluesman di Chicago Fernando Jones che firma con la band tutti i brani dell'album. Il CD viene presentato live a Web Notte Repubblica TV ospiti di Ernesto Assante.
Nello stesso 2015 la band partecipa al Liri Blues festival con ospiti Harold Bradley e Herbie Goins. Qualche mese dopo il festival Blues di Torre Alfina vede la band esibirsi ancora con il bluesman Herbie Goins in quello che sarà, purtroppo, il suo ultimo concerto. Proprio per ricordare questo grande cantante la band nel 2016, in collaborazione con il club L'asino che Vola, organizza prima un concerto in sua memoria (dove partecipa tutto il mondo blues romano ed il suo amico Ronnie Jones) poi una rassegna a lui dedicata L'asino in Blues. Nel corso della rassegna la band ha l'occasione di accompagnare uno dei nomi storici del Blues inglese, Paul Jones (cantante armonicista dei Manfred Mann e della Blues Band) venuto appositamente per ricordare il suo amico Herbie. Dal 2017 entra in forma stabile nella formazione il pianista Francesco Lattanzio. Nel 2019 la band è semifinalista dell'European Blues Challenge la più importante manifestazione di Blues in Europa.

## Discografia
- 2010 - Back to life (Sifare Publishing)
- 2015 - Jona's meets Jones (Sifare Publishing)